# Jens Esmark
Jens Esmark (oprindeligt Esmarch, født 31. januar 1763 i Houlbjerg, død 26. januar 1839 i Kristiania) var en norsk mineralog, svigersøn af Morten Thrane Brünnich og far til Morten Thrane Esmark.
Esmark blev student 1784 og påbegyndte medicinske og naturvidenskabelige studier; han
gjorde i længere tid Hospitalstjeneste i København, indtil han på Sølvværksdirektør Brünnichs
anbefaling blev sendt til Kongsberg for at studere geologi. Efter at have bestået
geologieksamen og senere i København eksamener i jura og landmåling rejste han 1791 til Freiberg, hvor geologen A. G. Werner netop da samlede en masse tilhørere fra alle verdens Kanter til sin nye,
neptunistiske lære, hvortil også Esmark sluttede sig. Esmakr blev et helt år og drog derpå ud på
videre studieture til Bøhmen, Ungarn etc. Efter hjemkommen blev han i 1797
Overbjergamtsassessor i Kongsberg og 1802 lektor i Mineralogi, Fysik og Kemi ved det derværende
Bjergseminarium. Da Sølvværket i 1805 blev nedlagt af regeringen, overtog Esmark sammen med nogle
kolleger driften af en del gruber, et forsøg, hvis resultat ikke svarede til forventningerne.
1814 blev Esmark udnævnt til professor i Bjergvidenskab ved Kristiania Universitet. Esmark har skrevet flere arbejder om geologiske rejser og desuden om andre, dels videnskabelige, dels almennyttige især
teknologiske emner. Han var den første i Norge, der med fuld Erkendelse af Bræernes Teori beskrev
en Moræne (Lysefjords 1824), men han havde dog ikke den rigtige Opfattelse af Istiden, idet
han henførte Tiden for den til Grundfjeldets. Han har givet de norske Bjergarter Spargmit og Norit deres Navne.